# 横田綾二
横田 綾二（よこた りょうじ、1927年（昭和2年）7月14日 - 2017年（平成29年）6月17日）は、日本共産党岩手県議会議員（6期）。盛岡市議会議員（1期）。

## 経歴
岩手県岩手郡米内村（現在の盛岡市）に無産運動家の横田忠夫とチエ（のち岩手県議）の子に生まれる。一家はその後、盛岡市に移る。盛岡市立仁王小学校を経て、旧制盛岡中学（現在の岩手県立盛岡第一高等学校）に入る。在学中に父忠夫が死去する。盛岡中学を3年で中退。仙台市にある私立南光学園東北中学校（現在の東北高等学校）に編入し、同校を卒業する。卒業後は仙台工業専門学校（現在の東北大学工学部）に入る。在学中は日本社会党に入り、同校生徒自治会総合委員長、社会党宮城県連常任書記となる。卒業後は帰郷し、盛岡市立仁王中学校教諭となる。この間、社会党を離党し、日本共産党に入党する。1950年（昭和25年）レッドパージにより、教職を追われ、追放解除後も教職に復帰することはなかった。その後は日本林産化学工業工場長、日中友好協会岩手県支部事務局長となる（のち全国理事）。
1967年（昭和42年）盛岡市議会議員選挙に共産党公認で立候補し、当選する。市議を1期務め、1971年（昭和46年）岩手県議会議員選挙に共産党から立候補し、トップ当選する。同年、母チエは県議を引退したが、所属政党が異なるためか（チエは日本社会党所属）「後継者」「世襲」とは見られなかった。以後、県議を6期務める。1995年（平成7年）に議員を引退した。同年の盛岡市議選で元テレビ岩手アナウンサーで娘の高橋比奈子が無所属で立候補し、トップで当選した。

## 親族
- 娘、高橋比奈子 - 元盛岡市議会議員、元岩手県議会議員、元自由民主党衆議院議員
- 孫、高橋康介 - 比奈子の息子、岩手県議会議員（自由民主党）
- 祖父、横田豊蔵 - 米内村会議員[8]
- 叔父、横田義重 - 忠夫の弟、盛岡市会議員

## 著書
- 『盛岡中学アウトロー物語』熊谷印刷出版部、2003年。
- 『岩手県議会議員会館 夢物語』熊谷印刷出版部、2005年。